# Музей Сакипа Сабанджи
Музей Сакипа Сабанджи (тур. Sakıp Sabancı Müzesi) — художній музей, у якому зберігається багата колекція каліграфії і картин, та презентує твори багатьох відомих художників з тимчасовими виставками. Відкритий для відвідувачів у 2002 році, музей обслуговується в Атлі Кьошку, розташованому в Еміргані, одному з найдавніших поселень Босфору в Стамбулі. За останні роки музею вдалося привернути до себе увагу на міжнародному рівні виставками «Пікассо в Стамбулі» та «Скульптура гросмейстера Родіні в Стамбулі». Завдяки роботі подібних виставок в музеї, керівник установи Назан Ольчер отримав нагороду в галузі Стамбульського туризму.

## Історія установи

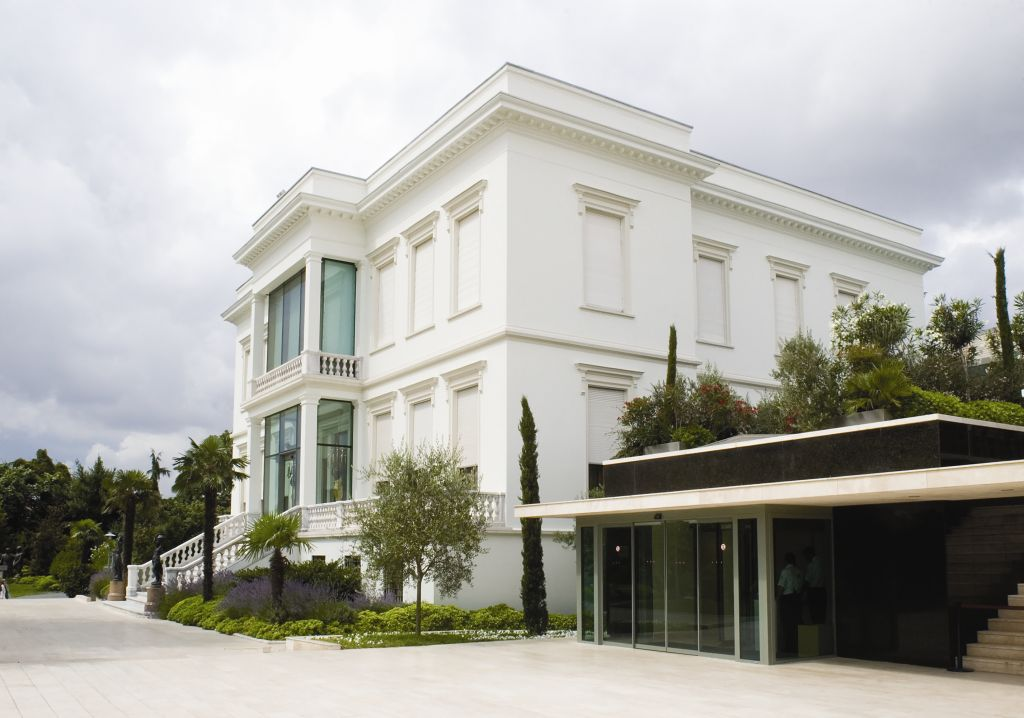
Особняк коней

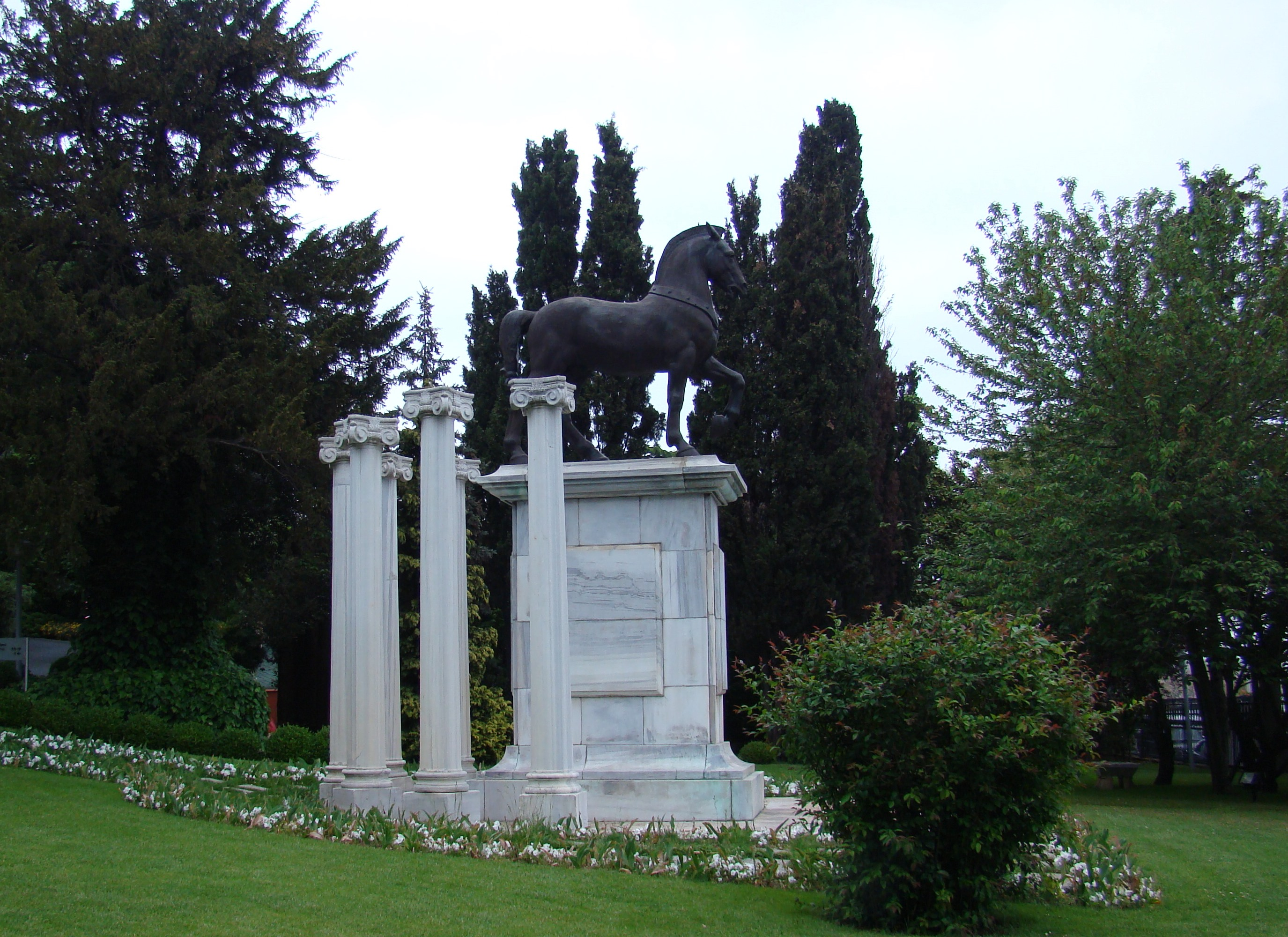
Особняк коней

Побудований у 1927 році італійським архітектором Едуардом Де Нарі, першими власниками особняка є єгипетська родина Хідів. Вілла, яка багато років використовувалася як дача, служила протягом короткого часу посольством Чорногорії. Особняк, який був куплений Hacı Омер Сабанчи в 1950 році, почав називатися «Horse Mansion» в зв'язку з 1864 кінської скульптури з французького скульптора Луї Doumas, поміщеного в своєму саду в тому ж році. Друга статуя коня в садибі була з 1204 року. Це кастинг одного з 4-х коней, узятих із Стамбульської площі Султанахмет, який був розграбований хрестоносцями під час хрестового походу, і поставлений перед церквою Сан-Марко у Венеції .
Живучи в особняку з 1966 року, Сакип Сабанджи виділив його в університет Сабанджи в 1998 році, завдяки його багатій лінійці та колекції картин перетворити на музей із предметами мистецтва. Виставкові площі музею, які були відкриті для відвідувачів у 2002 році з доповненням сучасної галереї, були розширені з домовленістю 2005 року та досягли міжнародних стандартів на технічному рівні.

## Колекції

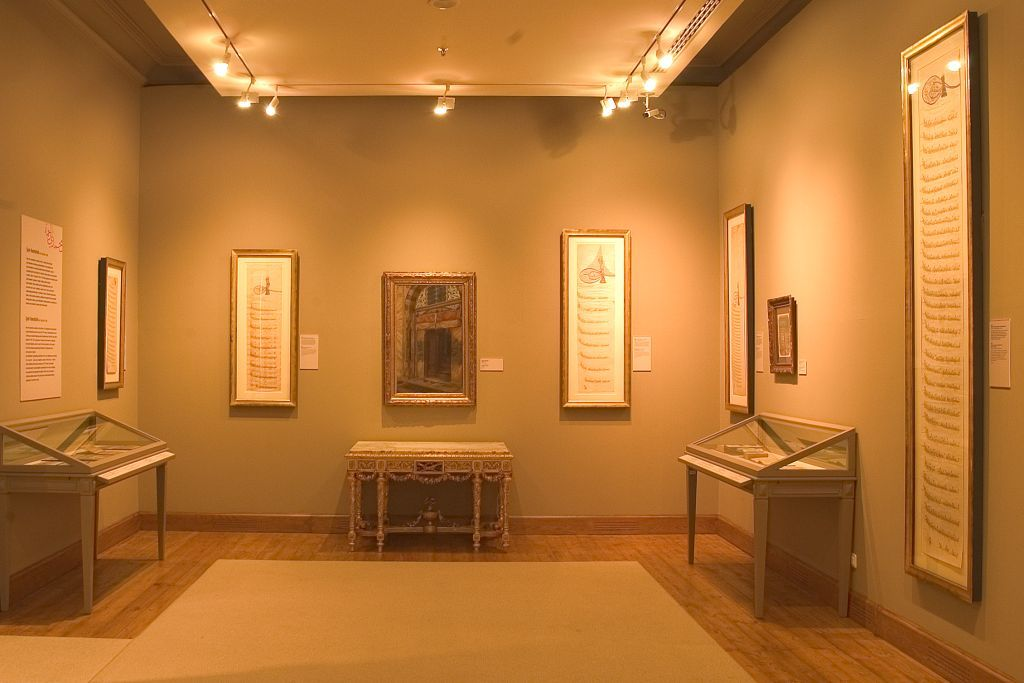
Колекція османських капелюхів

У колекції османської каліграфії, яка виставлена на верхньому поверсі Атлі Кошка і складається з важливих творів османської каліграфії, є рідкісні рукописи Корану. Крім того, 96 творів, вибраних із колекції, що включає континенти, муракаки, таблички, гілі, едикти, берати та сановники та каліграфи, були виставлені в Real Academia de Bellas Artes de San Fernando в Мадриді, Іспанія у 2008 році. Колекція експонується у Палаці Реального Алькасара у Севільї між 4 квітня та 15 червня 2008 року.
Колекція картин музею складається з прикладів раннього турецького живопису та робіт іноземних художників, таких як Фаусто Зонаро та Іван Айвазовський, які працювали в Стамбулі в останній період Османської імперії. Місцеві художники з роботами в колекції включають в себе такі імена, як Осман Хамді Бей, Шекер Ахмеда - паша, Сулейман Сейід, Фікрет Муаллем і Ібрахім каллусов.
Три кімнати на першому поверсі Атлі Кьошк, в яких сім'я Сабанджи жила в особняку, 18-19 років. Тут розміщено століття декоративних художніх робіт та меблів. У музейному саду експонуються археологічні та кам’яні артефакти римського, візантійського та османського періодів.

## Виставки
Нижче перераховані тимчасові виставки, що відбулися в музеї Сакип Сабанджи.
- Співіснування в природі; Людина і кінь з творами, зібраними з колекції музеїв археології Стамбула (27.06.2003 - 05.05.2004)
- Османський пишність у Палацах Флоренції, від Медельєрів до Савойлара (21.12.2003 - 18.04.2004)
- Париж - св. Три століття європейської моди з петербурзької колекції Олександра Васильєва (12.05.2004 - 24.10.2004)
- Європейські порцеляни в османському палаці з творами, зібраними з колекції музею палацу Топкапі (24.05.2005 - 28.08.2005)
- Австрія, Британія, Словенія, Хорватія та Туреччина з творами колекції музею, 17. Турецький імідж у Європі століття (13.07.2005 - 09.10.2005)
- Пікассо в Стамбулі (24.11.2005 - 26.03.2006)
- Книжкове мистецтво зі сходу на захід та спогади з османського світу - шедеври з музею Лісабонської калузи Гульбенкіяна (14.04.2006 - 28.05.2006)
- Гросмейстер статуї Роден у Стамбулі (13.06.2006 - 03.09.2006)
- Чингісхан та його наступники: Велика Монгольська імперія (07.12.2006 - 08.04.2007)
- Присвячені килими, Анатолійські килими в трансільванських церквах (1500-1750) та Дагестанське мистецтво ткацтва, Кайтазькі вишиванки (19.04.2007 - 19.08.2007)
- Неголошена дата зустрічі / сліпих в Стамбулі (08.09.2007 - 01.11.2007)
- Абідін Діно - світ (24.11.2007 - 27.01.2008)
- Золоті лінії: Османська каліграфія з музею Сакипа Сабанджи - Реальна Академія Белла Артес де Сан-Фернандо, Мадрид (11.12.2007 - 02.03.2008)
- Три столиці ісламського мистецтва з шедеврами з колекцій Лувра: Стамбул, Ісфахан, Делі (18.02.2008 - 01.06.2008)
- Османська каліграфія з музею Сакипа Сабанджи - Реальний Алькасар, Севілья (04.04.2008 - 15.06.2008)

Про дипломатичні відносини між Нідерландами та Туреччиною виставка 400-го ювілейного періоду «Рембрандт та його сучасники. Золотий вік голландського мистецтва» Університет Сабанджи Музей Сакипа Сабанджи (SSM), що експонується 21 лютого 2012 року. 59 художників із 73 картин, 19 малюнків та 18 предметів, у тому числі загалом 110, що розміщені у творі, та Нідерланди зобразили найважливіші назви чотирьох оригінальних виставків Рембрандта, які вперше зустрінуть публіку в Туреччині. Це твори: Подружжя роттердамського виробника пива Дірка Янса Пессера. Єфрем Буено, урок музики та мертвий павич.